# 山内就綱
山内 就綱（やまうち なりつな）は、室町時代後期の武将・守護大名。後に六角氏当主となり近江国守護に任じられた。

## 略歴
近江源氏佐々木氏嫡流・六角氏の重臣である山内政綱の子として誕生。
山内氏は六角氏の有力親族であり、山内信詮の代には、正平6年/観応2年（1351年）に六角氏頼が出奔すると、幼年だった六角義信を後見している。就綱の父・政綱も幼年の六角行高（高頼）を後見し、応仁元年（1467年）からの応仁の乱では西軍について奮闘したが、延徳3年（1491年）8月から始まった10代将軍・足利義材による第二次六角征伐の際に投降し、誅伐された。同年12月には行高は甲賀を越えて伊勢国まで敗走しており、六角氏の当主と近江守護の座は六角政堯の養子・六角虎千代（高島越中守の子）に与えられた。
明応2年（1493年）4月に細川政元が明応の政変を起こして足利義材を廃し、11代将軍足利義高（児御所）を擁立すると、同年10月には足利義材により補任された六角虎千代も廃され、就綱が六角氏惣領となり近江守護に任じられた。しかし、この混乱に乗じて六角行高が蜂起する。就綱は延暦寺と共に六角行高と争ったが、六角行高は美濃国守護代斎藤妙純の支援を受けており、明応3年（1494年）12月には就綱は戦に破れ、近江坂本に退いた。
明応4年（1495年）3月には就綱は近江を離れており、京に滞在している。同年、足利義高は近江守護の地位を六角行高に与えた。